# Вулиця Матейка (Львів)
Вулиця Матейка — вулиця у Галицькому районі міста Львова, неподалік від історичного центру. Сполучає вулиці Листопадового Чину та Крушельницької, вздовж верхньої частини парку імені Івана Франка. Прилучаються вулиці Івана Вакарчука та Ірини Фаріон.

## Назва
Вулицю названо 1885 року на честь польського художника Яна Матейка, і з того часу, за винятком періоду німецької окупації, коли вулиця мала назву Номаденштрассе, її назва не змінювалася.

## Забудова
У забудові вулиці Матейка переважають історизм, пізнє необароко, а будівля готелю «Дністер» зведена у 1980-х роках в стилі радянського конструктивізму. Більшість будинків внесено до Реєстру пам'яток архітектури місцевого значення.
№ 2 — власна триповерхова вілла архітектора Альфреда Каменобродського, збудована у 1880—1881 роках. У міжвоєнний період у будинку працював ординаторський лікарський пункт 12-го району м. Львова. Тут у 1945—1974 роках мешкав Дмитро Похилевич — відомий український історик-славіст, доктор історичних наук, професор, викладач Львівського університету. Будинок внесений до Реєстру пам'яток архітектури місцевого значення під охоронним № 633-м.
№ 4. Вілла Потуліцьких — вілла-палац споруджена у 1891—1894 роках за проєктом розробленим у бюро будівельної фірми Івана Левинського за участі архітектора Яна Кудельського у стилі пізнього необароко. Першими власниками будинку були граф Францішек Потуліцький та його дружина Францішка з Бадені Потуліцька. Наприкінці 1900 року будинок придбав граф Станіслав Вишньовський. На замовлення нового власника у 1901 році на південній межі парцелі добудовується стайня з возівнею та помешкання фірмана за проєктом архітектора Карела Боубліка. У травні 1903 року віллу набув польський вчений, ректор Львівського університету Леон Пінінський. Пінінський залишався її власником до своєї смерті в 1938 році. В часи німецької окупації Львова у маєтку містився Інститут праці на Сході, що займався питаннями примусової праці остарбайтерів на теренах Третього Рейху. Після другої світової війни будинок певний час використовували як палац урочистих подій, згодом його передали Національній академії наук України, де розмістили Західний науковий центр НАН України і МОН України. 23 серпня 2024 року, в будинку відкрили музей українського художника, дослідника української історії та етнографії Володимира Патика. Будинок внесений до Реєстру пам'яток архітектури місцевого значення під охоронним № 168-м.
№  6. Прем'єр-готель «Дністер» — будівля готелю споруджена на початку 1980-х років за проєктом архітекторів Анатолія Консулова, Людмили Нівіною та Ярослава Мастила у стилі радянського конструктивізму. На місці будівництва готелю наприкінці XIX століття розташовувались павільйони, в яких художники Ян Стика та Войцех Коссак із помічниками малювали фрагменти Рацлавицької панорами, які згодом вмонтували у спеціально збудованому павільйоні-ротонді Стрийського парку на загальній крайовій виставці, що проходила у Львові 1894 року. У 1950-х—1960-х роках розташовувався спортмайданчик профтехучилища № 12. Нещодавно номери готелю було повністю відреставровано: нині це зовсім новий інтер'єр, в якому поєднались модернізм та класика, продумана система освітлення та клімат-контролю.
№ 8 — триповерхова кам'яниця споруджена у 1893—1894 роках для архітектора Вінцента Равського-молодшого за його власним проєктом у стилі пізнього необароко. Скульптурне оздоблення Леонарда Марконі. На початку XX століття в будинку мешкали власник нафтової свердловини та торгової фірми «Станіслав Богуш & Ска» (гуртовий продаж нафти) у Бориславі Станіслав Богуш; депутат IX каденції Галицького сейму, власник будинку цього граф Стефан Коморовський; службовець VI Департаменту Галицького Намісництва (фінансово-розрахункові питання), член львівського товариства «Академічна читальня» доктор Ромуальд Шавловський. У міжвоєнний період в будинку працював єврейський торговельний ліцей, директором якого був Г. Бухсганг. У 1950-х роках тут містилося ремісниче училище № 5, у 1960-х—1970-х роках — профтехучилище № 12 та майстерня з ремонту комплексів «Онега», нині в будинку міститься Львівська обласна дирекція ПАТ «Райффайзен Банк Аваль». Адміністративний будинок внесений до Реєстру пам'яток архітектури місцевого значення під охоронним № 169-м.

## Транспорт
Частина вулиці біля готелю «Дністер» перекрита для руху автомобілів за винятком машин, які їдуть до готелю. Частина — від вулиці Ірини Фаріон до вулиці Крушельницької має односторонній рух, а від середини 1960-х років активно використовується для тролейбусного руху. Станом на жовтень 2020 року частково вулицею Матейка курсують тролейбусні маршрути № 22, 29, 30, 32, а також низка автобусних маршрутів.
17 січня 2018 року, міська комісія з безпеки дорожнього руху ухвалила рішення щодо зміни схеми руху транспорту на трьох вулицях та площі Шашкевича біля Органного залу й готелю «Дністер». Так рух транспорту по вул. Матейка на ділянці від вул. Івана Вакарчука до Ірини Фаріон розвернули в протилежний бік — у напрямку до вул. Вакарчука, а сама вул. Вакарчука стала односторонньою в напрямку до вул. Устияновича.